# Ислам в Зимбабве
Ислам в Зимбабве не имеет большого числа последователей, его исповедует менее 1 % населения этой страны.

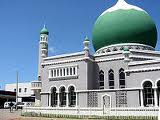
Мечеть Квекве

## История
Ислам начал проникать на территорию Зимбабве из Восточно-Африканского побережья вместе с арабскими купцами и работорговцами. По мнению археолога Дж. Т. Бента именно арабы являются строителями главного города средневекового государства Мономотапа Большой Зимбабве (около 1130 года). В период правления Оманской династии Аль Саид в султанате Занзибар арабские работорговцы достигали территории Зимбабве из своих баз на побережье Танзании, Малави и Мозамбика. В течение сотен лет более четырёх миллионов рабов были похищенных из Зимбабве и соседних стран и проданы в Индию и Аравию. Многие мусульмане приехали в Замбию во время колониального периода. Это были в основном выходцы из Индии и Пакистана. Большое количество мусульман из Северной и Западной Африки приехало в страну после открытия алмазных шахт в регионе Маникаленд. Из соседнего Малави мигрировали мусульмане из племени Яо. Незначительное количество коренного населения страны также приняли ислам. В 1992 году опасаясь роста мусульманского радикализма, правительство Зимбабве объявило о запрете публичных молитв для мусульман.

## Численность и расселение
Большинство населения Зимбабве исповедуют христианство и традиционные верования, а ислам остается религией меньшинства. По разным данным ислам исповедуют от 50000 до 200000 преимущественно мигрантов из стран Азии, Северной и Западной Африки, что составляет менее 1 % населения.. Конституция Зимбабве позволяет свободу вероисповедания. Иностранные миссионерские группы присутствуют в стране. Мечети расположены практически во всех крупных городах. Мечети финансируются за счет Африканского мусульманского агентства которая в свою очередь получает денежные средства из Кувейта.